# Mette Reissmann
Mette Reissmann (* 1963 in Esbjerg) ist eine dänische Politikerin.

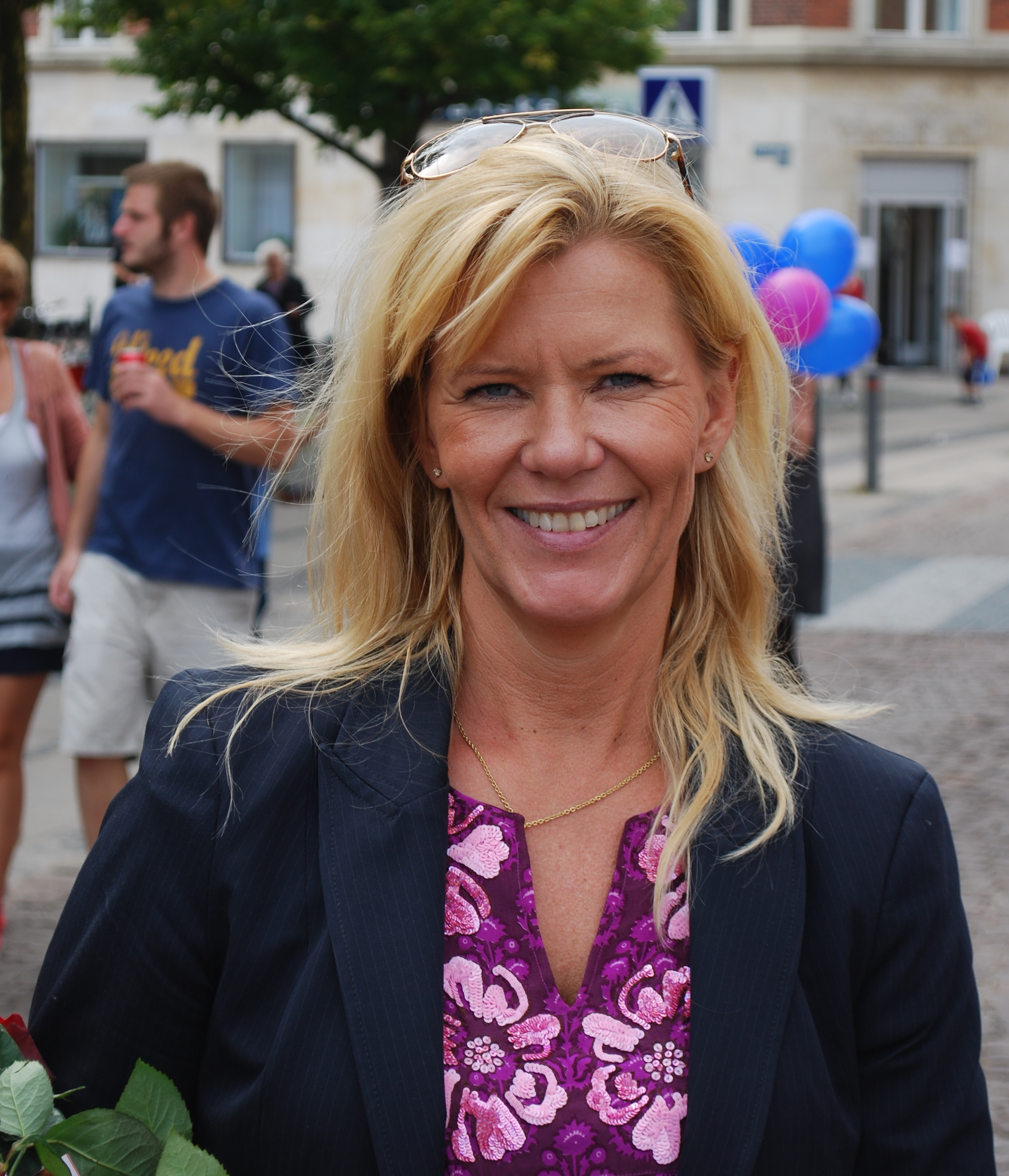
Mette Reissmann (2011)

Sie wuchs als Lehrerkind in Esbjerg auf und ging 1984 zum Studium der Wirtschafts- und Rechtswissenschaften nach Kopenhagen. Seit 1996 ist Reissmann Mitglied der Partei Socialdemokraterne. 2011 wurde sie das erste Mal in den Folketing gewählt.
Im dänischen Fernsehen TV3 berät sie in der Sendung Luksusfælden durch Überkonsum verschuldete Menschen.
Reissmann ist Vorsitzende des Dansk Aktionærforenings.